# 田尾 (雲林縣)
田尾，是台灣雲林縣二崙鄉的一個傳統地域名稱，位於該鄉東南部。相較於今日行政區，其範圍大致包括崙東村南端、田尾村不含西部凸出部分及東端及南端、湳仔村、三和村東南端，另外還包括虎尾鎮的墾地里北部邊界地帶東段不含最東部，以及西螺鎮的九隆里西北端。

## 歷史
台灣清治末期至日治初期，田尾地區為一街庄，稱為「田尾庄」，隸屬於布嶼堡。該庄西北及北與二崙仔庄為鄰，東邊北段與下湳庄為鄰，東邊中南段及南邊東段與吳厝庄為鄰，南邊西段為北溪厝庄，西邊為三塊厝庄。。
1901年（日治明治三十四年）11月，全台廢縣廳改設二十廳，該庄隸屬於斗六廳。1903年（明治三十六年）6月，該庄編入「崙背區」，隸屬於斗六廳。1909年（明治四十二年）10月，合併二十廳為十二廳，崙背區改隸屬於嘉義廳。1920年（大正九年），全台地方制度大改正，廢十二廳改設五州二廳，該庄改制為「田尾」大字，隸屬於臺南州虎尾郡二崙庄。
戰後二崙庄改制為二崙鄉，隸屬於臺南縣，大字亦改制為村。1950年10月，雲、嘉、南分治，二崙鄉改隸屬雲林縣。

## 聚落
本地區發展較早的聚落有田尾、湳仔，在日治期初期的官方地圖上已有記載。此外，本地區尚有頂庄、犁份庄等聚落。

## 交通
縣道145號是埤頭鄉至六腳鄉港尾寮的道路，大致以東北—西南走向轉北向南再轉西北—東南走向經過田尾地區東南邊界外不遠處的吳厝地區，並與縣道156號共線約300公尺。由該道路向東北轉北北東可前往西螺市區、埤頭並止於縣道150號路口；向東南經縣道145乙線起點路口後轉東微北再繞大彎轉東南西可前往虎尾、土庫、元長東南部、北港、六腳港尾寮等地。
縣道154甲線（中山路一段、仁和路、中和路）是西螺鎮埔心至崙背的道路，大致以東北—西南走向轉北微東—南微西走向再繞大彎再轉東北東—西南西走向，再轉東南東—西北西走向再轉東北微東—西南微西走向經過本地區西北部邊界外不遠處的二崙地區。由該道路向東北可前往社口與永定厝交界地帶、社口、埔心南郊並止於縣道154號大彎道路口；向西南微西轉西南西可前往惠來厝中南部、羅厝中北部、崙背市區並止於縣道156號路口。
縣道156號是麥寮鄉至莿桐鄉饒平的道路，也是雲林縣主要的橫貫道路之一，大致以西北西—東南東走向由本地區西南半葉的西部邊界中央地帶入境後轉東北東，至湳仔聚落轉南微東再轉東微北再轉東南，出聚落後續行以至於本地區東北半葉的南部邊界西側出境。該道路向西北西轉西可前往崙背、麥寮等地；向東南至吳厝聚落南側的縣道145號路口轉東北與其蜿蜒共線約300公尺後轉東微北獨行可前往西螺南部、莿桐並止於縣道154號路口。
鄉道雲30線是頂茄塘至湳仔的道路，其西南側端點（終點）位於本地區西南半葉接近西部邊界中央地帶的縣道156號路口（湳仔聚落西側）。由此向北微西直行，出境後可前往二崙西南部、惠來厝東端、二崙市區、永定厝東南端、社口並止於縣道154甲線路口（永定厝地區頂茄塘聚落東郊）。
鄉道雲32線是湳仔至下湳的道路，其西側端點（起點）位於本地區東北半葉與西南半葉交會地帶南側的縣道156號路口（湳仔聚落東側）。由此向北微西轉東北微東蜿蜒而行，至田尾聚落經鄉道雲33線左側路口後與其共線約20公尺，至鄉道雲33線右側路口轉東北獨行再轉東北微東，出聚落後經鄉道雲34線路口後續直行，至本地區東北半葉東部邊界後沿邊界地帶行一段路，其後轉東南東出境可前往下湳並止於該地區南部邊界的縣道145號路口。
鄉道雲33線是二崙至吳厝的道路，大致以北北西—南南東走向由本地區北部邊界入境後，至頂莊聚落西側經鄉道雲34線起點路口轉南微東，至田尾聚落經鄉道雲32線路口轉東北東與其共線約20公尺，至路口轉東獨行後繞大彎轉南微東，出聚落續直行以至於本地區東北半葉的南部邊界出境。由該道路向北北西可前往二崙市區並止於鄉道雲18線路口；向南微東轉南可前往吳厝並止於縣道156號路口。
鄉道雲34線是頂莊至太和寮的道路，其西北側端點（起點）位於本地區東北半葉中部略偏北北西的鄉道雲33線路口（頂庄聚落西側）。由此向東進入頂庄聚落蜿蜒而行，於聚落內轉南再轉東再轉南，出聚落後經鄉道雲32線路口轉東南，經高鐵高架橋下後至路口轉東，經犁份庄聚落後轉北北東再轉東南東，出境後可前往下湳南端、下湳與吳厝交界地帶、吳厝地區的九塊厝聚落、太和寮聚落並止於縣道156號路口。
鄉道雲90線（無名道路、學府二路）是新莊仔至吳厝的道路，大致以西向東到達本地區西南半葉的南部邊界中央略偏東處，轉東南東沿邊界而行，其後於本地區西南半葉的東南角出境。由該道路向西過虎科路路口後經小徑轉北北東再轉西可前往北溪厝西北端、大屯子北端、新庄子並止於鄉道雲101線路口；向東南東經北溪厝東北端轉北北東可前往吳厝西南部並止於縣道145號轉角路口（吳厝聚落南郊）。